# Stephan Kampwirth
Stephan Kampwirth (ur. 20 marca 1967 w Arnsberg) – niemiecki aktor teatralny, telewizyjny i filmowy.

## Wybrana filmografia

### Filmy
- 1996: Tamta strona ciszy jako urzędnik bankowy
- 1998: 23 jako Maiwald
- 2008: Kod Karola Wielkiego jako André Cabanon
- 2013: Duszek jako Karls Vater
- 2014: Who Am I. Możesz być kim chcesz jako Martin Bohmer

### Seriale TV
- 2001: Tatort: Havarie jako Max Windecker
- 2003: Tatort: Mietsache jako Dirk Lissai
- 2005: Tatort: Schürfwunden jako Gernot Ackermann
- 2006: Tatort: Der Tag des Jägers jako Markus Paulus
- 2008: Kobra – oddział specjalny jako Jörg Bauer
- 2008: Jednostka specjalna „Dunaj” jako Roman Hagen
- 2010: Tatort: Blutgeld jako Marc Simon
- 2011: Tatort: Das schwarze Haus jako Thomas Backhausen
- 2012: Kobra – oddział specjalny jako Mathias Schubert
- 2012: Tatort: Das Wunder von Wolbeck jako Moritz Kintrup
- 2013: Ostatni gliniarz jako Thorsten Diekmeier
- 2016: Stacja Berlin jako Dieter Klaus / Colander
- 2017–2020: Dark jako Peter Doppler
- 2019: Górski lekarz jako Heiko Stubben